# Gamelia arguta
Gamelia arguta är en fjärilsart som beskrevs av Jean Baptiste Boisduval 1875. Gamelia arguta ingår i släktet Gamelia och familjen påfågelsspinnare. Inga underarter finns listade i Catalogue of Life.